# Станції авіації ВМС США
Авіабази ВМС США (англ. Naval Air Station) — авіаційні бази військово-морських сил США. Використовуються для розташування авіаполків і ескадрилей військово-морської авіації та їхнього забезпечення.

## Перелік діючих аеродромів ВМС США
- Брансвік, Мен
- Корпус-Крісті, Техас
- Фаллон, Невада
- Лемур, Каліфорнія
- Джексонвілл, Флорида
- Кі-Вест, Флорида
- Кінгсвілл, Техас
- Меридіан, Міссісіпі
- Ошеана, Вірджинія
- Норт-Айленд, Каліфорнія
- Патаксент-Рівер, Меріленд
- Пенсакола, Флорида
- Пойнт-Мугу, Каліфорнія
- Відбі-Айленд, Вашингтон
- Вайтінг, Флорида
- Сігонелла, Італія

## Перелік діючих аеродромів резерву ВМС США
- Новий Орлеан, Луїзіана
- Форт-Ворт, Техас
- Атланта, Джорджія
- Віллоу-Гров, Пенсільванія

## Перелік закритих аеродромів ВМС США
- Адак, Аляска
- Агана, Гуам
- Акрон, Огайо
- Аламіда, Каліфорнія
- Олбані, Джорджія (в минулому база «ВПС Тернер»)
- Анакостія, Вашингтон (перейменована в «станцію ВМС Анакостія»)
- Аргентина, Ньюфаундленд
- К'юбі-Пойнт, Філіппіни
- Дейтона-Біч, Флорида
- Еллісон-Філд, Флорида
- Олате, Канзас
- Нью-Йорк (Бруклін) (1941—1971) («Аеродром Флойд Беннет»)
- Барберз-Пойнт, Гаваї (перейменована в «станцію авіації берегової охорони Барберз-Поїнт»)
- Банана-Рівер, Флорида (перейменована в «базу ВПС Патрік»)
- Сент-Давідс-Айленд, Бермуди (1970—1995) (в минулому «база ВПС Кіндлі»)
- Аеродром Сесіл, Флорида
- Аеродром Чейс, Бівілл, Техас
- Аеродром Коррі, Флорида (перейменований в «станцію технічного центру ВМС Коррі», а згодом в «станцію центру вивчення галузі Коррі»)
- Даллас, Техас
- Денвер, Колорадо (перейменована в «базу національної гвардії Баклі», тепер «база ВПС Баклі»)
- Діланд, Флорида
- Форт-Лодердейл, Флорида
- Гленв'ю, Іллінойс
- Глинко, Джорджія
- Грін-Ков-Спринґс, Флорида
- Імперіал-Біч, Каліфорнія (перейменована в «зовнішній аеродром Імперіал-Біч»)
- Кеплавік, Ісландія
- Лейкхерст, Нью-Джерсі (перейменована в «інженерну станцію авіації ВМС США Лейкхерст»)
- Линкольн, Небраска (перейменована в «базу національної гвардії Лінкольн»)
- Лос-Аламітос, Каліфорнія (перейменована в «базу ВПС Лос-Аламітос»)
- Мелбурн, Флорида
- Миллинґтон, Теннессі, (перейменована в «адміністрацію підтримки ВМС середній південь»)
- Маямі, Флорида (перейменована в «станцію авіації корпусу морської піхоти Маямі», згодом в «станцію авіації берегової охорони Маямі»)
- Мірамар, Каліфорнія (перейменована в «станцію авіації корпусу морської піхоти Мірамар»)
- Маунтін-В'ю, Каліфорнія (перейменована в «федеральний аеродром Моффетт»)
- Ніагара-Фоллс, Нью-Йорк (перейменована в «резервну станцію авіації Ніагара-Фоллс»)
- Пуунене, Гаваї (1940—1947)
- Норфолк, Вірджинія (перейменована в «станцію ВМС Норфолк / аеродром Чамберз»
- Окланд, Каліфорнія
- Куонсет-Пойнт, Род-Айленд (перейменована в «базу національної гвардії Куонсет Пойнт»)
- Ричмонд, Флорида
- Веймаут, Массачусетс
- Кубі-Пойнт, Філіппіни
- Сенґлі-Пойнт, Філіппіни
- Сенд-Пойнт-Сієтл, Вашингтон
- Сенфорд, Флорида
- Аеродром Суфле Флорида (перейменована на «зовнішній аеродром Суфле і центр з розробки програм з навчання і тренування ВМС аеродром Суфле»)
- Твин-Сітіс, Міннеаполіс, Міннесота
- Віро-Біч, Флорида
- Віксвіл, Елізабет-Сіті, Північна Кароліна
- Вилдвуд, Нью-Джерсі